# Ósacká zátoka

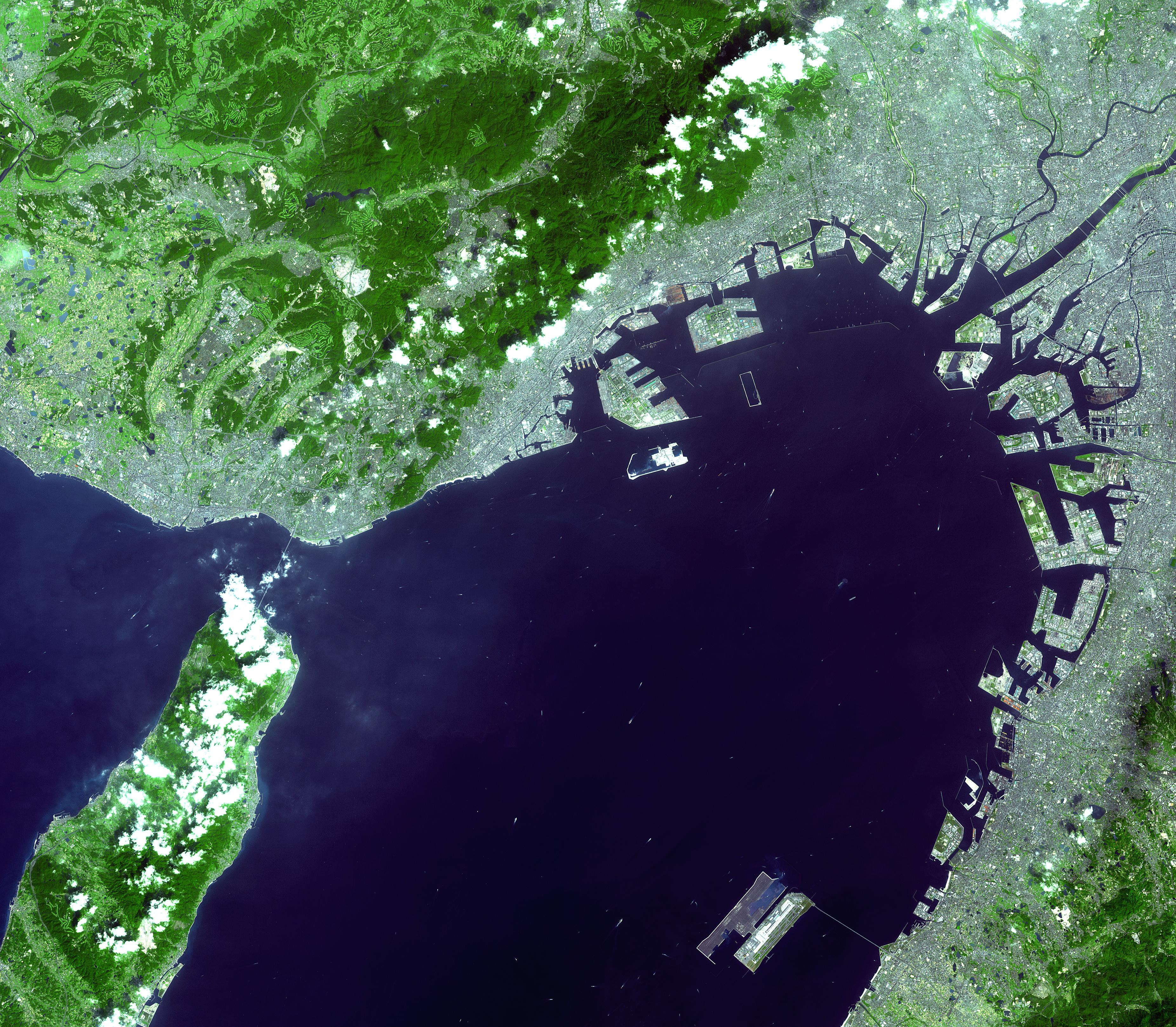
Satelitní fotografie severní části zátoky

Ósacká zátoka (japonsky 大阪湾 – Ósaka wan) je zátoka na jihu ostrova Honšú v Japonsku. Na starších mapách se lze setkat s názvem Izumi Nada (japonsky 和泉灘).
Ósacká zátoka je nejvýchodnější částí Vnitřního moře, které pokračuje západně od ní přes průliv Akaši. Na jihu spojuje zátoku s Tichým oceánem kanál Kii, v němž leží souostroví Tomagašima. Západní okraj zátoky mezi průlivem Akaši na severozápadě a kanálem Kii na jihu tvoří pobřeží ostrova Awadži patřícího do prefektury Hjógo, do které patří i severní pobřeží zátoky. Východní pobřeží zátoky patří do prefektury Ósaka a malá část pobřeží na jihovýchodě do prefektury Wakajama.
Oblast patří do metropolitní oblasti Kansai, která je hustě obydlena, a v Ósacké zátoce je proto značná lodní doprava. Největší přístavy jsou u měst Ósaka, Kóbe a Sakai. Na umělých ostrovech v zátoce byla také vybudována velká letiště Kansai a Kóbe.